# Stenostygnoides cosmetitarsus
Stenostygnoides cosmetitarsus is een hooiwagen uit de familie Stygnidae.